# Ogba
Das Ogba (auch Oba oder Ogbah genannt) ist die Sprache des Ogba-Volkes in Nigeria.
Es ist eine igboide Sprache und hat keinen offiziellen Status (als Amtssprache dient allein Englisch).